# Ebjonitisme
Med ebjonitisme (af hebr. ebjonim, de fattige) forbindes almindeligvis benægtelsen af Jesu guddommelighed i opfattelsen af hans væsen. Ebjonitisme og doketisme kan betragtes som to poler i den såkaldte to-natur-lære som er læren eller dogmet om Jesus Kristus som både sand Gud og sandt menneske.
Mens de såkaldte doketister mente at Kristus kun tilsyneladende var et menneske  – og vægten derved blev lagt på den guddommelige side – mente ebjonitisterne modsat at Jesus blot var et menneske.
Ebjonitterne var en oldkirkelig sekt, hvis betegnelse sandsynligvis ligesom "nazaræer" oprindelig var et fællesnavn for alle kristne, der i Jerusalem og omegn så godt som alle hørte til den fattige befolkning; senere blev det kun brugt om de kristne af jødisk oprindelse, og da disse ikke ville slutte sig til den katolske kirke, som havde lyst den paulinske forkyndelse i kuld og køn, fik navnet en sekterisk klang, men det brugtes dog jævnsides med navnet nazaræer. Først efter at Jerusalem i 2. århundrede var forvandlet til den romerske fæstning Aelia Capitolina, delte de jødekristne sig i dem, der som nazaræerne kun søgte at bevare den gamle jerusalemske menigheds traditioner, og dem, der som ebjonitterne fulgte den almindelige kulturudvikling.
Der var så mange afskygninger inden for ebjonitterne, og kilderne til deres historie er så mangelfulde, at man vanskelig kan danne sig et helhedsbillede af dem. Fælles var de om at betragte Jesus som et menneske, født af Josef og Maria, i hvem ånden steg ned i dåben; og de betragtede Paulus som fordærveren af profeten Jesu lære, da de modsat Paulus ville at Moseloven skulle overholdes af alle. Af de fire evangelier holdt de kun på Matthæus’.
Efterhånden modtog ebjonitterne så megen påvirkning fra gnostikerne, fra den græsk-romerske dannelse og måske også fra de orientalske religioner gennem essæerne, at deres to hovedejendommeligheder: deres partikularistiske fremhævelse af Moseloven og deres nøgterne betragtning af Kristus, veg pladsen for universalisme og en spekulativ kristologi; men derved fjernede de sig kun endnu mere fra den katolske kirke.
Af ebjonitisk oprindelse er de pseudo-clementinske homilier (Clementinerne).

Ebjoniterevangelium
Der skulle findes et kun fragmentarisk bevaret apokryft evangelieskrift som tilskrives ebjonitiske kredse og som er præget af deres lære. Det kendes kun fra en række citater hos kirkefaderen Epifanos af Salamis i slutningen af 4. århundrede.